# Woudwetering
La Woudwetering est un canal néerlandais de la Hollande-Méridionale. Elle est située entièrement sur le territoire de la commune de Kaag en Braassem.
Avec la Heimanswetering, la Woudwetering forme un canal rectiligne qui relie le Vieux Rhin aux lacs de Braassemermeer et de Wijde Aa. La séparation entre Heimanswetering et Woudwetering est située au pont de Woubrugge. Cette localité s'étend sur la rive occidentale du canal.
La Woudwetering sert de nos jours surtout à la plaisance, même si elle a un passé très actif de navigation fluviale professionnelle. Le canal faisait partie de l'itinéraire d'approvisionnement en kérosène de l'aéroport de Schiphol, jusqu'à ce que ce transport se fasse par pipeline.